# Elba (Alabama)
Elba is een plaats (city) in de Amerikaanse staat Alabama, en valt bestuurlijk gezien onder Coffee County.

## Demografie
Bij de volkstelling in 2000 werd het aantal inwoners vastgesteld op 4185.
In 2006 is het aantal inwoners door het United States Census Bureau geschat op 4141, een daling van 44 (-1,1%).

## Geografie
Volgens het United States Census Bureau beslaat de plaats een oppervlakte van
40,0 km², waarvan 39,8 km² land en 0,2 km² water. Elba ligt op ongeveer 59 m boven zeeniveau.

## Plaatsen in de nabije omgeving
De onderstaande figuur toont de plaatsen in een straal van 32 km rond Elba.